# 2743 Chengdu
A 2743 Chengdu (ideiglenes jelöléssel 1965 WR) a Naprendszer kisbolygóövében található aszteroida. A Bíbor-hegyi Obszervatórium fedezte fel 1965. november 21-én.